# Antar (Marke)

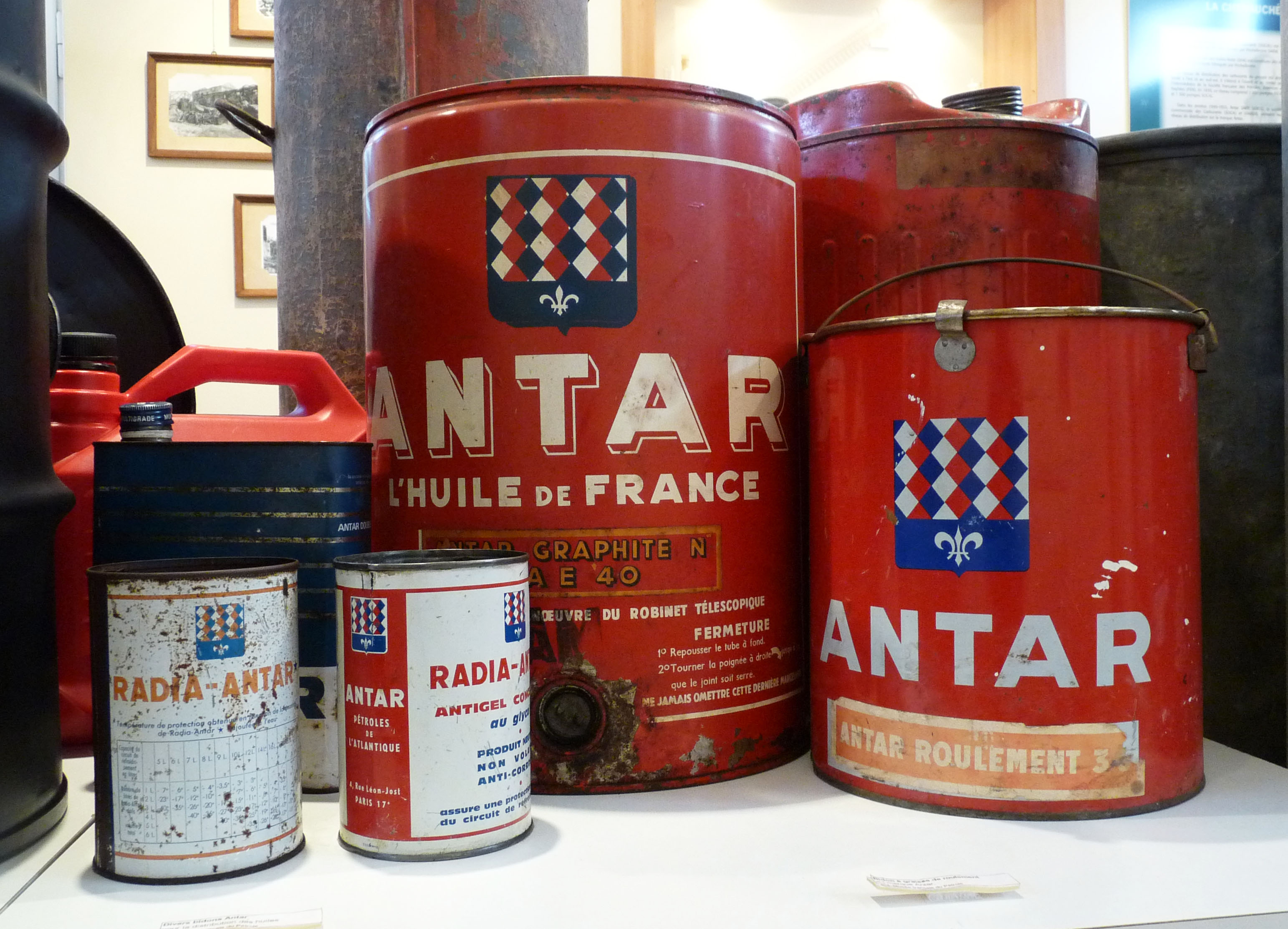
Antar-Schmierstoffbehälter

Antar war eine Wortmarke für Schmierstoffe im Kraftfahrzeugbereich, die 1927 von der französischen Société alsacienne des carburants (Socal) auf den Markt gebracht wurden. Zur Marke gehörte der Slogan Antar, l'huile de France ‚Antar, das Öl aus Frankreich‘.

## Geschichte
Nach dem Ersten Weltkrieg wurde das Elsass 1918 wieder französisch und die deutschen Anlagen für die Erdölförderung aus den Pechelbronner Schichten wurden vom französischen Staat beschlagnahmt. Die Vereinigte Pechelbronner Oelbergwerke wurden 1921 vom französischen Staat an die Société Alsacienne d’Etudes Minières verpachtet, welche das Geschäft in die Pechelbronn, Société Anonyme d'Exploitations Minières (Pechelbronn SAEM) einbrachte. Für den Vertrieb der Kraftstoffe wurde 1922 die Société alsacienne des carburants (Socal) gegründet. Ab 1926 konnte Pechelbronn in einer neuen Raffinerie hochwertige Schmieröle herstellen, die von Soclal ab 1927 unter der Wortmarke Antar für den Kraftfahrzeugmarkt angeboten wurden. Der Name leitet sich vom Ritter Antar aus einem arabischen Epos ab.  Unter dem Markennamen wurden Motorenöle in den Qualitäten très fluides ‚sehr flüssig‘, fluides ‚flüssig‘, semi-fluides ‚halbflüssig‘, demi-épaisses ‚halbdickflüssig‘ und épaisses ‚dickflüssig‘ angeboten. Weiter gab es Spezialöl für das Schaltgetriebe und das Differenzialgetriebe und ein Fett für die Fahrwerksteile. Ab 1930 wurden auch die Varianten Antar sport, Antar gel und Antar graphite angeboten, letzteres war eines der ersten mit Grafit versetzten Öle.
Die Marke wurde auch für die Société des Huiles Antar (SHA) verwendet, die 1928 als Schmierstoffhändler gegründet wurde. Das Unternehmen ging später in Elf auf, die noch später Total wurde.